# 德畔塞水电站
德畔塞水电站是位于缅甸實皆省甘勃卢县均拉鎮區的一座水电站。该水电站流域面积为3800平方公里，库区面积为66平方公里，水库库容为 7.9亿立方米，大坝为土石坝，长度1318米，总装机容量为3×2.5 万千瓦，安装三台混流机组，为引水式结构。最大坝高137米，坝顶总长793米，电站厂房为坝后式。
该水电站由中国中信集团承建。